# انقلاب إبراهيم الشريف (1702)
إنقلاب إبراهيم الشريف (1702), هو الإنقلاب الذي انهى حكم السلالة المرادية في تونس.

## الخلفية
بعد الهزيمة المرة في الحرب المغاربية، اعاد مراد الثالث باي الأعمال العدائية على الجزائر، ودعا إبراهيم شريف، آغا الإنكشارية في تونس، لتجنيد القوات في إسطنبول. ولكن عندما وصل أُمر إبراهيم بإنهاء العداء بين تونس والجزائر بأي وسيلة ضرورية. ومع ذلك، وصلت السفن المليئة بالمجندين الأناضوليين إلى غار الملح وقادهم مراد الثالث بك إلى الحدود الجزائرية في عام 1702.

## إعدام مراد الثالث و سقوط السلالة المرادية
تآمر إبراهيم شريف مع ملازمي مراد الثالث الآخرين، بما في ذلك آغا الصبايحية (قائد سلاح الفرسان)، حسين الأول، لكي يغتالوا مراد الثالث. في يوم 8 يونيو 1702 و على ضفاف وادي الزرقة؛ و بينما كان مراد الثالث راكبا في الطريق إلى قسنطينة، أطلق إبراهيم الشريف النار من بندقيته على الباي الذي فر ينزف وسرعان ما حاصره ضباطه الآخرون؛ كان محتجزًا ساكنًا بينما قطع أحدهم رأسه بالسيف. عاد إبراهيم وقتل جميع الأمراء المراديين الآخرين. ثم مضى إلى تونس مع الجيش ليعلن نهاية حكم المراديين الذي دام قرنًا من الزمان و الشعب مصدوم. تولى منصب باي تونس لكنه لم يتمكن من مواجهة المعارضة، وانتخب هو نفسه دايًا أيضًا ثم أعلن إلغاء هذا اللقب.

## العواقب
لم يعد إبراهيم شريف محبذاً للغاية بين الأتراك بسبب مذبحته للسلالة المرادية. جذب ضعف سلطته انتباه داي الجزائر، الذي كان حريصًا على الانتقام. نجح إبراهيم شريف في مواجهة باي طرابلس في جنوب البلاد، لكنه هُزِمَ من قبل داي الجزائر بالقرب من الكاف في 10 يوليو 1705. تم القبض عليه، وتم نقله إلى الجزائر. وبعد أيام قليلة، عاد آغا الصبايحية إلى تونس مع بقايا جيش إبراهيم الشريف. وكان هذا الآغا، الذي كان ذات يوم خازن مراد الثالث، و ابن والي الكاف، إنه علي التركي.
وقد اعترف به ديوان تونس بصفته باياً في 15 يوليو 1705، ليبدأ سلالة جديدة من البايات، الحسينيين، باسم حسين الأول باي.